# Pseudotrochalus gabonus
Pseudotrochalus gabonus är en skalbaggsart som beskrevs av Moser 1916. Pseudotrochalus gabonus ingår i släktet Pseudotrochalus och familjen Melolonthidae. Inga underarter finns listade i Catalogue of Life.